# Мезиани, Абдурахман
Абдурахма́н Мезиа́ни (араб. عبد الرحمن مزياني‎; 12 мая 1942, Алжир — 2 июня 2016, Алжир) — алжирский футболист, играл на позиции нападающего.

## Биография

### Клубная карьера
Большую часть футбольной карьеры играл за «УСМ Алжир», в составе которого сыграл 14 сезонов, став одним из ключевых игроков команды, в составе которой в 1963 году завоевал чемпионский титул.

### Карьера в сборной
6 января 1964 года дебютировал за сборную Алжира в товарищеском матче со сборной Болгарии; алжирцы выиграли том матч со счётом 2:1, а Мезиани забил первый и единственный свой гол за национальную сборную. Всего за сборную Алжира сыграл 3 матча и забил 1 гол.

### Состояние здоровья и смерть
1 мая 2006 года 63-летний Мезиани перенёс инсульт, в результате которого левая честь была парализована. Он был госпитализирован во Францию, где ему была оказана необходимая помощь.
После восстановления он передвигался в инвалидном кресле. Скончался 2 июня 2016 года в Алжире в возрасте 74 лет.